# Orestes (hijo de Aqueloo)
En la mitología griega Orestes (Ὀρέστης) es un hijo de Aqueloo y Perimede, y hermano de Hipodamante. Tan solo se sabe de él que fue el héroe epónimo de los molosos orestanos.